# Johnny Test
Johnny Test este un serial de animație creat de Scott Fellows și produs de Warner Bros. Animation în sezonul 1, DHX Cookie Jar Inc. (fostul Cookie Jar Entertainment, anterior prin Coliseum Entertainment în sezoanele 1–2) și DHX Media în sezonul 6.
Pe 15 martie 2019, canalul oficial de YouTube Johnny Test a lansat un videoclip care a confirmat un nou serial revival, produs de WildBrain Studios, o divizie a WildBrain, care a avut premiera pe Netflix pe 16 iulie 2021.

## Despre serial
Serialul se învârte în jurul lui Johnny Test, un puști de 11 ani foarte aventuros și neastâmpărat. Alături de câinele lui vorbitor Dukey și de surorile sale gemene geniale Susan și Mary, aceștia trec prin aventuri grozave și oarecum neobișnuite.

## Personaje
- Johnny Test - Johnny este un băiat de 11 ani căruia îi place joaca, acțiunea și detestă să învețe. Dacă ceva nu-i iese bine lui Johnny merge la surorile lui mai mari și le cere noi invenții. Dacă surorile nu-i dau nimic el împreună cu Dukey fură invențiile lor. El e înnebunit după jocuri video.
- Dukey - Dukey este câinele vorbitor al lui Johnny care mereu îl avertizează că nu este bine ce face, dar până la urmă Johnny îl convinge mereu. Amândoi sunt puși pe farse. Johnny și Dukey sunt mereu de-acord. Mereu când amândoi sunt puși pe pățanii Johnny strigă "În Laborator!".
- Susan Test - La fel ca Mary, este sora uneori nesuferită a lui Johnny. Ea este sora mai răutăcioasă și uneori îl detestă pe Johnny care le păcălește zicând că Gil din vecini e afară fără cămașă. Eugen (Bling Bling Boy) este îndrăgostit lulea de ea și ar face orice s-o cucerească.
- Mary Test - Mary este și ea sora lui Johnny, ocupată împreună cu Susan să facă experimente foarte tari și să se depășească pe ele însăși.
- Lila Test - Este mama lui Johnny. Este mereu ocupată cu documentele importante pe care trebuie să le finalizeze pentru serviciu.
- Hugh Test - Este tatăl lui Johnny. Îi place ca lucrurile să fie ordonate, curate și sclipitoare. Johnny nu susține curățenia, iar tata trebuie să facă de unul singur curățenie. Face niște chiftele căruia doar lui îi plac, restul familiei țipând când aud de așa ceva. Este uneori destul de sever cu Johnny și îl pedepsește când face ceva rău, cum ar fi spartul unui geam. Când dă de bucluc, Johnny încearcă să nu afle părinții că Dukey vorbește.
- Eugen "Bling Bling Boy" - Este un băiat dolofan bogat, genial și malefic. O iubește pe Susan și are o mamă severă. Tot încearcă s-o cucerească pe Susan Test deși ea nu-l suportă deloc. Conduce un grup de savanți care-i aplică fizic planurile sale și fiind bogat are cum să-i plătească. Are și o mamă care este foarte dură cu fiul său dar o calmează vorbirea lină.
- Gil din vecini (en. Gil Nextdoor) - Este un băiat chipeș care este prietenul lui Johnny. Susan și Mary Test sunt îndrăgostite de el și ar face orice ca să fie alături de el.
- Domnul Black și Domnul White (en. Mr. Black and Mr. White) - Sunt doi agenți guvernamentali ai generalului. Se bazează cu prietenia cu cele două surori genii ale lui Johnny Test când au nevoie de câte ceva. Generalul nu-i trimite în vacanță niciodată și îi pune mereu la treabă. Ei vor să meargă mereu în Fiji.
- Generalul (en. The General) - Este responsabil cu securitatea în Porkbelly. Este foarte îngâmfat. Vrea să-l ajute mereu pe Johnny Test la protejarea orașului Porkbelly.
- Janet Nelson Junior - Este fata pe care Johnny o place și îi este ciudă pe calitățile ei în același timp. A fost prezentă doar în sezonul 1 apoi a fost înlocuită cu Sissy Blakely.
- Sissy Blakely - Este fata plăcută și urâtă de Johnny în același timp în prezent. Are același model al culorii părului lui Johnny, doar mai închis în vârf. Are un câine și multe plăceri în comun cu Johnny.
- Missy - Este câinele lui Sissy Blakely. Este un pudel roz pufos. Simte pentru Dukey exact ce simte Johnny pentru Sissy. Nu pote vorbi ca Dukey dar este capabilă să mănânce garduri ghimpate și păduri.
- Domnul Profesorescu (en. Mr. Henry Teacherman) - Este profesorul lui Johnny. Încearcă să-l facă pe Johnny să treacă clasa. Le dă multe teme elevilor cum ar fi de scris un eseu de 1000 de cuvinte despre bărbați și 1000 de cuvinte despre femei. Johnny îl urăște pe domnul Profesorescu.
- Hank Anchorman - Este prezentatorul știrilor din Porkbelly. Uneori, când este martor la o nebunie de-a lui Johnny, mai dă de bucluc.
- Domnul Mittens (en. Mr. Mittens) - Domnul Mittens este unul din dușmanii lui Johnny. El este un pisoi purpuriu vorbitor.
- Albert - Albert este majordomul domnului Mittens.
- Profesorul Slopsink - Slopsink este profesorul de la facultatea lui Susan și Mary. Datorită unui experiment eșuat de-al lui Eugen, acesta are un clește în loc de mână.
- Lolo - Lolo este maimuța de laborator a lui Susan și Mary. Dorește să facă lucruri nebunești, dar surorile Test nu-i dau voie.
- Bumper - Bumper este un coleg și dușmanul lui Johnny. Acesta îl urăște foarte mult și ar face orice să-l bată și să-l umilească.
- Zurlo (în sezonul 5 numit Nebunul, en. Wacko) - Zurlo este un dușman de-al lui Johnny. Acesta dorește să-i oprească pe copii să se joace și să-i țină închiși în casă. Acesta îl urăște pe Johnny de când el a încercat să-l oprească când acesta a creat niște roboți.
- Brain Freezer - Brain Freezer sau Congelatorul de creiere este un dușman de-al lui Johnny, un puști malefic care în urma unui experiment a reușit să-și înghețe corpul. Urăște familia Test, care-l oprește din a cuceri lumea. Are o armă mortală de gheață cu care poate îngheța orice.
- Stuparul (en. Beekeeper) - Doctor Albinel este creatorul batoanelor naturale de miere ale cărui identitate secretă este Stuparul, un om îmbrăcat într-un stupar care poate controla albinele. Acesta a încercat să forțeze copiii, în special pe Johnny, să nu mai mănânce dulciuri din zahăr, deși mai târziu s-au împrietenit.
- Zizrar - Zizrar este un alt dușman de-al lui Johnny. El este regele oamenilor cârtiță care trăiește sub pământ și vrea să cucerească lumea datorită aversiunii sale la lumină.
- Dark Vegan - Dark Vegan este conducătorul planetei Vegan, care acolo locuitorii planetei mănâncă numai frunze. Acesta a încercat să distrugă planeta dar a fost însă oprit de Johnny și de-aia i-a devenit dușman și acum trăiește pe pământ. Lui îi place pâinea prăjită.
- Jillian Vegan - Jillian este fiica lui Dark Vegan. Aceasta are părul verde și coafura în genul coafurii lui Mary. Ea îl place pe Johnny, dar tatăl ei n-o lasă cu el.
- Speed McCool (în sezonul 5 numit Viteză McCool) - Speed McCool este un star de cinema ai cărui partener este un cimpanzeu. Johnny este un mare fan al său, datorită rolurilor sale foarte impresionante, când participă la curse sau la bătăi.